# Pietro Chesi
Pietro Chesi ([ˈpjeːtro ˈkeːzi]; * 24. November 1902 in Gambassi Terme; † 15. August 1944 in Florenz) war ein italienischer Radrennfahrer.
Von 1925 bis 1934 war Pietro Chesi Profi-Radrennfahrer. 1927 gewann er Mailand–Sanremo vor Alfredo Binda, im Jahr darauf wurde er bei diesem Rennen Sechster. Beim Giro d’Italia 1928 belegte er in der Gesamtwertung Rang zehn. 
Von Chesi werden seltsame Angewohnheiten berichtet: So habe er auf dem Fahrrad mit einer Kiepe voller Steine auf dem Rücken trainiert. Weil er Rennen ohne Schutzblech fuhr und deshalb oft schmutzig („schwarz wie ein Afrikaner“) ins Ziel kam, taufte ihn ein Journalist Champion aus Tripolis. Sein Spitzname war Pelo (ital. = Haar), vermeintlich weil er seine Beine nicht enthaarte. Nach einem gemeinsamen Essen habe Chesi, der als regelrecht „verfressen“ galt, die Essensreste seiner Mannschaftskollegen eingesammelt, diese mit Salz, Pfeffer und Öl angemacht und mit Chianti heruntergespült.
1944, vier Tage nach der Befreiung von Florenz durch US-amerikanische Truppen, wurde Chesi als „Schwarzhemd“ und Anhänger von Mussolini von antifaschistischen Partisanen in der Stadt, unweit des Denkmals von Fra Savonarola an der Basilika Sante Croce getötet. Beerdigt ist er auf dem Friedhof von Trespiano in einem Schrein für die Gefallenen der Italienischen Sozialrepublik, eines Staates, der 1943 von Mussolini in Norditalien gegründet worden war.